# Cyphostemma adenopodum
Cyphostemma adenopodum là một loài thực vật hai lá mầm trong họ Nho. Loài này được (Sprague) Desc. miêu tả khoa học đầu tiên năm 1967.